# Juego de niños (película de 1999)
Juego de niños es una película española de 1999 realizada con la técnica de la animación en stopmotion. Dirigida por Pablo Llorens y estrenada en 1999.

## Sinopsis
Sara es una niña huérfana en un mundo devastado por una invasión extraterrestre. Dejando atrás su inocencia, Sara desata toda la fuerza de sus poderes psíquicos para sobrevivir a los crueles ataques de los invasores y liberar a todos los supervivientes de las garras del líder alienígena.

## Televisión
Su estreno en televisión se produjo en el canal de animaciones para adultos Locomotion.